# Romainmôtier (miejscowość)
Romainmôtier (hist. Romansmünster) – miejscowość i dawna gmina, która należała wówczas do okręgu Orbe w kantonie Vaud w Szwajcarii. Romainmôtier połączył się 1 stycznia 1970 r. z gminą Envy, tworząc nową gminę Romainmôtier-Envy, która dziś należy do okręgu Jura-Nord vaudois.
Leży w górach Jura, w głębokiej dolinie rzeki Nozon, otoczone z obu stron stromymi, zalesionymi stokami, wznoszącymi się na 70–100 m ponad miastem.
Miejscowość rozwinęła się wokół założonego w V w. opactwa. Nazwa miasta powstała z połączenia imienia założyciela opactwa, świętego Romana (fr. Romain), oraz miejscowego określenia takiego klasztoru (moûtier).